# 1928 en Norvège
Chronologie de la Norvège
- 1924
- 1925
- 1926
- 1927
- 1928
- 1929
- 1930
- 1931
- 1932

Cet article présente les faits marquants de l'année 1928 en Norvège ou relatifs à la Norvège.

## Gouvernance
- Haakon VII est roi de Norvège.
- Ivar Lykke, Christopher Hornsrud et Johan Ludwig Mowinckel se succèdent à la tête du gouvernement.

## Événements
- Le Gouvernement Lykke, mené par Ivar Lykke est à la tête de la Norvège du 5 mars 1926 au 28 janvier 1928.
- Le Gouvernement Hornsrud, mené par Christopher Hornsrud est à la tête de la Norvège du 28 janvier 1928 au 15 février 1928.
- Le Gouvernement Mowinckel II, mené par Johan Ludwig Mowinckel, est à la tête de la Norvège du 15 février 1928 au 12 mai 1931.

## Sport
- L'équipe de Norvège olympique remporte quinze médailles lors de ces Jeux olympiques d'hiver de 1928 à Saint-Moritz. Elle se situe à la 1e place des nations au tableau des médailles, performance qu'elle avait déjà réalisé lors des Jeux olympiques d'hiver de 1924.
- La Norvège participe aux Jeux olympiques d'été de 1928 à Amsterdam. 52 athlètes norvégiens ont participé à 42 compétitions dans 9 sports. Ils y ont obtenu quatre médailles : une d'or, deux d'argent et une de bronze.

## Naissances
- Arnfinn Bergmann
- Ingrid Wigernæs
- Kåre Willoch
- Halvor Næs
- Roald Aas
- Tor Arneberg
- Nils Christie
- Pio Larsen
- Berit Ås
- Egil Monn-Iversen

## Décès
- 20 juin : Roald Amundsen - explorateur norvégien (° 16 juillet 1872).
- Gilbert Brazy
- Nikolaï Astrup
- Gunnar Knudsen
- Randi Blehr
- Ivan Šišmanov